# 維爾德湖
47°33′06″N 11°14′25″E / 47.55173°N 11.24029°E

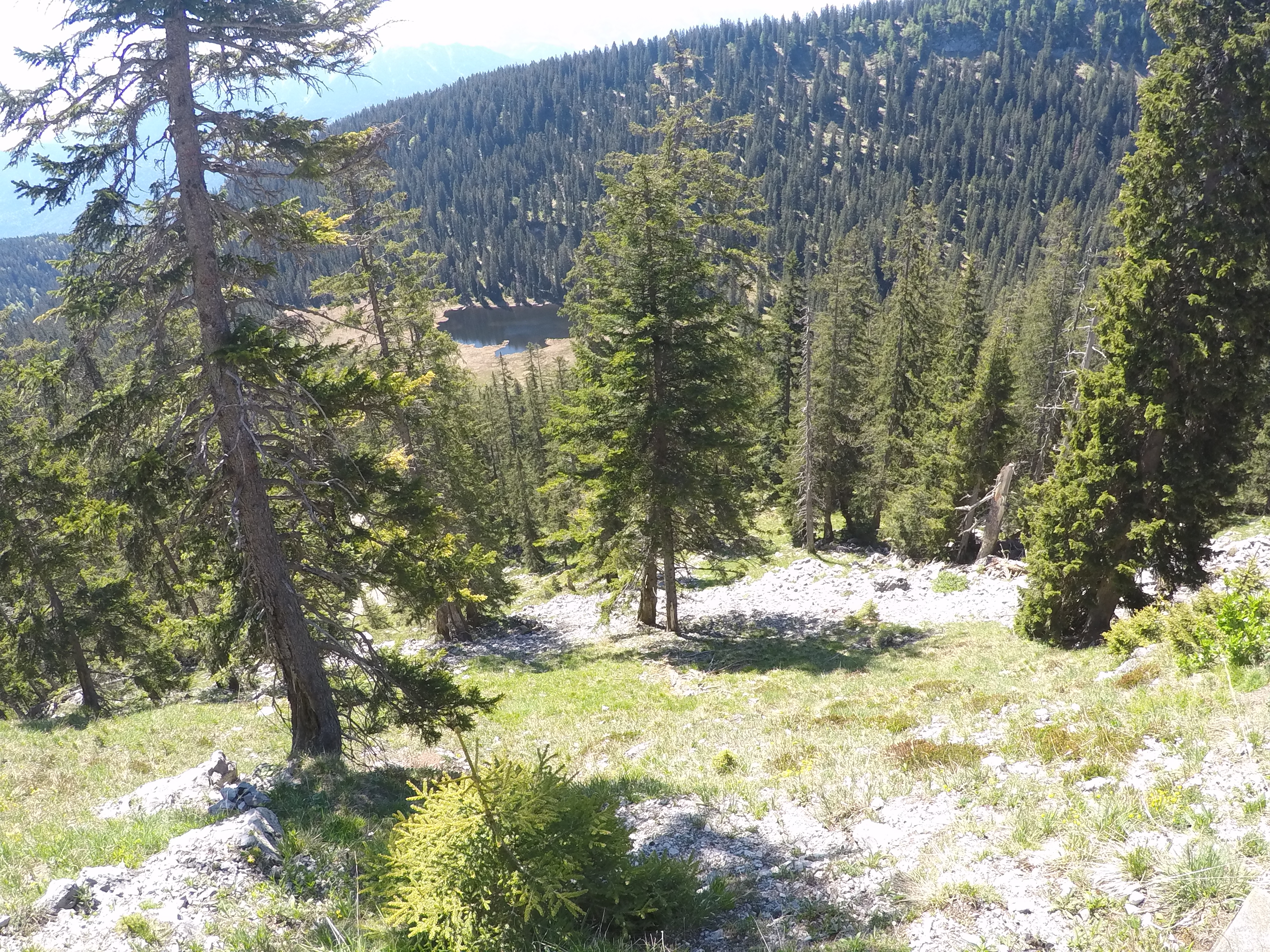

維爾德湖（德語：Wildsee），是德國的湖泊，位於該國東南部，由巴伐利亞州負責管轄，處於埃斯特爾山脈地區，長0.15公里、寬0.12公里，該湖泊海拔高度1,394米。